# Xysticus laticeps
Xysticus laticeps är en spindelart som beskrevs av Bryant 1933. Xysticus laticeps ingår i släktet Xysticus och familjen krabbspindlar. Inga underarter finns listade i Catalogue of Life.